# William Michael Crose
William Michael Crose, né le 9 février 1867 à Greencastle en Indiana et mort le 4 avril 1929 à San Diego en Californie, est un homme politique américain. Il est gouverneur des Samoa américaines de 1910 à 1913.